# China Daily
El China Daily (chino simplificado: 中国日报; chino tradicional: 中國日報; pinyin: Zhōngguó Rìbào) es un diario en inglés propiedad del Departamento de Publicidad del Partido Comunista de China.

## El periódico
China Daily tiene la mayor tirada impresa de todos los periódicos en lengua inglesa de China. La sede y la redacción principal se encuentran en el distrito de Chaoyang de Pekín. El periódico tiene sucursales en la mayoría de las principales ciudades de China, así como en varias ciudades extranjeras importantes, como Nueva York, Washington D. C., Londres, y Katmandú. El periódico se publica a través de oficinas satélite en Estados Unidos, Hong Kong y Europa. China Daily también produce un encarte de contenido patrocinado llamado China Watch que se ha distribuido dentro de otros periódicos como El País, The New York Times, The Wall Street Journal, The Washington Post o Le Figaro.
Dentro de la China continental, el periódico se dirige principalmente a diplomáticos, expatriados extranjeros, turistas y lugareños que desean mejorar su inglés. La edición china también ofrece guías de programas de Radio Beijing y de televisión, tipos de cambio diarios y horarios de espectáculos locales. Se ha utilizado como guía de la política gubernamental china y de las posiciones del Partido Comunista Chino. El académico Falk Hartig describe el periódico y sus diversas ediciones internacionales como un "instrumento de la diplomacia pública de China."
La política editorial del China Daily ha sido descrita como ligeramente más liberal que la de otros medios de comunicación chinos. Su cobertura de las protestas y la masacre de la plaza de Tiananmen de 1989 fue abrumadoramente favorable a las protestas estudiantiles y muchos de sus periodistas se unieron a ellas en el momento álgido de las manifestaciones masivas. Se informó de que la cobertura del brote de SARS de 2002-2004 por parte del periódico fue más crítica, basada en hechos y menos laudatoria que la del Diario del Pueblo. Un análisis del discurso realizado en 2018 por la Universidad de Uppsala descubrió que, antes del acceso al poder de Xi Jinping, muchos artículos del China Daily retrataban a su gobierno como un tipo particular de democracia, con ideales democráticos como la implantación del sufragio universal (en Hong Kong) y las elecciones populares, que a veces eran respaldadas. Tras su acceso al poder, los artículos adquirieron un tono más negativo hacia la democracia y pasaron a centrarse en retratar los "vicios" de las democracias de Occidente, en particular de Estados Unidos

### Editorial
Varios estudiosos han descrito el China Daily como un periódico efectivamente controlado por el Departamento Central de Propaganda del Partido Comunista Chino. Ideológicamente, tiende a adoptar perspectivas similares a las del Diario del Pueblo. Según su informe anual de 2014, el China Daily está gestionado formalmente por la Oficina de Información del Consejo de Estado (SCIO), que se formó a partir del Departamento de Propaganda en 1991. La SCIO mantiene reuniones periódicas con periodistas y editores del China Daily sobre lo que deben publicar.
La edición digital del China Daily, iniciada en diciembre de 1995, se está convirtiendo en uno de los periódicos chinos en línea con mayor número de lectores. Tiene ediciones en tres idiomas: chino mandarín, inglés y francés. 
Una antigua correctora (o "pulidora", como la llamaban en el China Daily) del periódico describió su papel como "retocar la propaganda lo suficiente como para que se leyera en inglés, sin desencadenar inadvertidamente la guerra". El periodista Michael Ottey describió su época de trabajo en el China Daily como "casi como trabajar para una empresa de relaciones públicas" y añadió que "no era realmente periodismo honesto. Era más bien 'Hagamos quedar bien al gobierno chino". El escritor Mitch Moxley, que trabajó en China Daily de 2007 a 2008, escribió en 2013 que muchos de los artículos publicados en las páginas de opinión del periódico "violaban todo lo que [él] había aprendido sobre ética periodística, incluido el propio código de China Daily: 'Hechos, Honesto, Justo, Completo'".

## Historia
El China Daily se fundó oficialmente en junio de 1981 tras un mes de prueba. Inicialmente estuvo dirigido por Jiang Muyue, con Liu Zhunqi como redactor jefe. Fue el primer diario nacional en lengua inglesa de China tras el establecimiento de la República Popular en 1949. Su tirada inicial era de 22.000 ejemplares, que creció hasta los 65.000 al año siguiente. El periódico se desmarcaba de otros periódicos chinos de la época: era "un periódico de estilo occidental", en contenido, estilo y estructura organizativa. En julio de 1982, el periódico tenía planes para publicar ediciones en Estados Unidos, el Reino Unido y, tentativamente, Australia. Al principio, tuvo dificultades para encontrar periodistas de habla inglesa.
El China Daily comenzó a distribuirse en Estados Unidos en 1983. Está registrado como agente extranjero en Estados Unidos según la Ley de Registro de Agentes Extranjeros desde 1983.
China Daily introdujo una edición por internet en 1996 y una edición para Hong Kong en 1997. En 2006, tenía una tirada declarada de 300.000 ejemplares, de los cuales dos tercios eran en China y un tercio internacionales. En 2010, lanzó China Daily Asia Weekly, una edición panasiática de tamaño tabloide.
En diciembre de 2012, China Daily lanzó una edición para África, publicada en Nairobi, la capital de Kenia, con el objetivo de ampliar el número de lectores de China Daily, tanto de africanos como de chinos que viven en África, y mostrar los intereses de China en África.
En 2015, el China Daily publicó un artículo de opinión falso que, según la publicación, estaba escrito por Peter Hessler. Combinaron parte de la transcripción de una entrevista que él había realizado con comentarios de otra persona entrevistada, así como partes completamente inventadas, y lo publicaron como un artículo de opinión bajo la firma de Hessler sin su conocimiento o permiso. El artículo de opinión inventado contenía elogios inventados para China y tergiversaba las propias palabras de Hessler sacándolas de contexto. Según Associated Press, el editorial repetía los puntos de discusión del Partido Comunista Chino y China Daily se negó a retractarse, aunque posteriormente retiró la versión en inglés del artículo de opinión.
En 2018, el periódico fabricó una cita del alcalde de Davos, Tarzisius Caviezel
Un informe de enero de 2020 de Freedom House, una Organización no gubernamental estadounidense, señaló que China Daily había aumentado sus gastos de 500.000 dólares en la primera mitad de 2009 a más de 5 millones de dólares en la última mitad de 2019 para aumentar sus tiradas. China Daily dijo que tenía una tirada de 300.000 ejemplares en EE. UU. y 600.000 en el extranjero.
En febrero de 2020, un grupo de legisladores de EE. UU. pidió al Departamento de Justicia de EE. UU. que investigara a China Daily por supuestas violaciones de la Ley de Registro de Agentes Extranjeros. Más tarde, ese mismo mes, el Departamento de Estado de EE. UU. designó a China Daily, junto con varios otros medios de comunicación estatales chinos, como misiones en el extranjero propiedad del Partido Comunista Chino o controladas por él
En junio de 2020, China Daily adjudicó una licitación para una "plataforma de análisis de personal extranjero" a la Universidad de Comunicación de China para escanear las redes sociales y señalar automáticamente "declaraciones e informes falsos sobre China.
En septiembre de 2020, el Ministerio de Asuntos Exteriores de la India emitió una declaración en la que afirmaba que unas declaraciones realizadas por China Daily se atribuían falsamente a Ajit Doval.

## Recepción
En un artículo de 2004, la profesora de la Universidad de Sheffield Lily Chen afirmó que China Daily era "esencialmente un portavoz del gobierno financiado con fondos públicos". Judy Polumbaum afirmó en la Enciclopedia Berkshire de China (2009) que China Daily "se resiste a ser definido como un simple portavoz" y tiene un "estatus distintivo, aunque quijotesco". En 2009, China Daily fue calificado como "el periódico nacional en lengua inglesa más influyente de China", según el académico de la Universidad de Santo Tomás Juan Li. Es conocido por sus reportajes originales. La organización no gubernamental Reporteros Sin Fronteras ha acusado a China Daily de practicar la censura y la propaganda.
The New York Times escribió que los encartes de China Daily publicados en periódicos de EE. UU. "ofrecen generalmente una visión informativa, aunque anodina, de los asuntos mundiales refractada a través de la lente del Partido Comunista". En respuesta a las críticas, The New York Times, The Washington Post, The Daily Telegraph y Nine Entertainment Co. dejaron de publicar los encartes China Watch de China Daily en sus periódicos.

### Desinformación
Medios como The New York Times, NPR, Quartz y BuzzFeed News han publicado relatos sobre la difusión por parte de China Daily de Desinformación relacionada con las protestas de Hong Kong de 2019-20. En septiembre de 2019, la cuenta oficial de Facebook de China Daily afirmó que los manifestantes de Hong Kong planeaban lanzar ataques terroristas el 11 de septiembre de ese mismo año.
En mayo de 2020, CNN, Financial Times y otros medios de comunicación informaron que China Daily censuró las referencias al origen de la pandemia de COVID-19 de un artículo de opinión escrito por embajadores de la Unión Europea. En enero de 2021, China Daily atribuyó de forma inexacta varias muertes en Noruega a la vacuna contra la COVID-19 de Pfizer-BioNTech. En abril de 2021, el Servicio Europeo de Acción Exterior publicó un informe en el que citaba a China Daily y a otros medios de comunicación estatales por "destacar selectivamente" los posibles efectos secundarios de las vacunas y "hacer caso omiso de la información contextual o de las investigaciones en curso" para presentar las vacunas occidentales como inseguras. En octubre de 2021, el German Marshall Fund informó que China Daily era uno de los varios medios de comunicación estatales que propagaban una teoría conspirativa sobre los orígenes de la COVID-19
En enero de 2022, China Daily alegó que EE. UU. planeaba pagar a atletas para "sabotear" los Juegos Olímpicos de Invierno de 2022. En marzo de 2022, China Daily publicó un artículo en chino que afirmaba falsamente que la COVID-19 había sido creada por Moderna, citando una página de The Exposé, una web conspiracionista británica.

### Caracterización de los musulmanes
Un Análisis crítico del discurso de 2019 sobre la cobertura del China Daily de los musulmanes chinos concluyó que se les retrataba como "ciudadanos chinos obedientes y dependientes que se benefician de la intervención del gobierno". En enero de 2021, un artículo del China Daily elogiaba un informe de la Academia China de Ciencias Sociales en el que se afirmaba que las políticas del gobierno en Xinjiang habían "emancipado" las mentes de las mujeres uigures de modo que "ya no son máquinas de hacer bebés". El artículo suscitó condenas por ser una justificación de las políticas reproductivas del Genocidio uigur, y provocó llamamientos para que Twitter eliminara los enlaces al artículo. Twitter eliminó un reenvío del artículo del China Daily por parte de la cuenta oficial de la embajada de la RPC en EE. UU. y posteriormente suspendió la cuenta por contravenir su política declarada contra la "deshumanización de un grupo de personas".

## Artículos destacados
En la edición del China Daily Global del 29 de marzo de 2021 se publicó el artículo Global China for a shared future of certainties and hope, escrito por José Luis Rodríguez Zapatero, sobre el proteccionismo económico y las confrontaciones nacionalistas, con referencias al libro de Marcelo Muñoz Álvarez, La China del Siglo XXI.